# ルドルフ・ヴィエスト

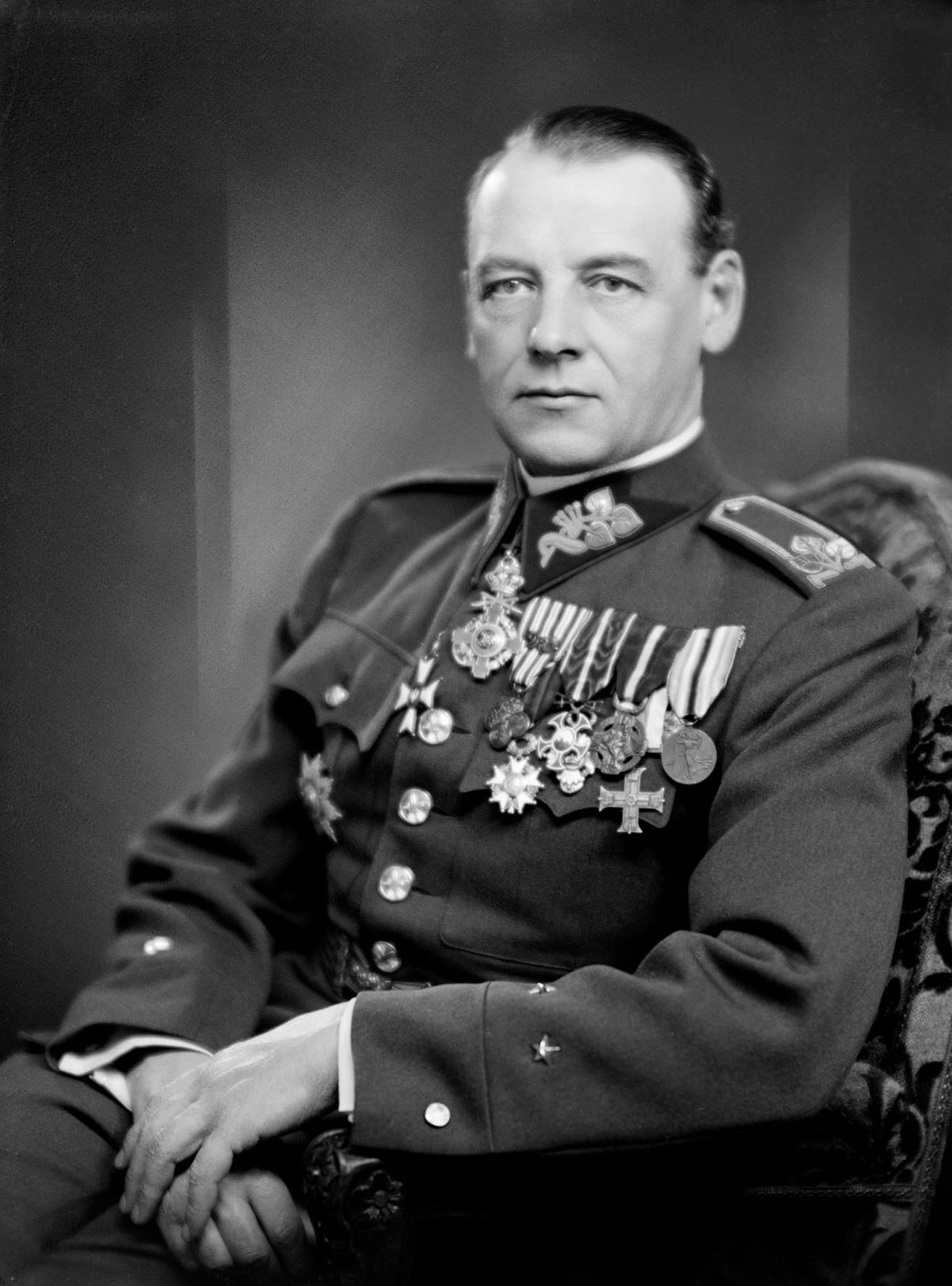

ルドルフ・ヴィエスト（Rudolf Viest；1890年9月24日 - 1945年?）は、チェコスロバキアの軍人。大将。第二次世界大戦末期のスロバキア民衆蜂起の指揮者。
レヴツァ出身。1911年10月からオーストリア・ハンガリー軍に徴兵され、第7歩兵連隊で勤務する。第一次世界大戦時に動員され、第5歩兵連隊に配属。1915年に捕虜となる。ロシア領内でのチェコ軍団の創設に参加。
1920年に帰国し、同年1月、チェコスロバキア軍に入隊。1933年に少将に昇任。1937年12月から第6軍管区司令官（コシツィ）。1938年に中将に昇任、第6軍団長。ドイツ軍によるチェコ占領後、1938年9月にフランスに亡命し、チェコ民族運動に加わり、チェコ軍団部隊の編成に参加した。1940年、チェコスロバキア人部隊創設後、その第1師団長となる。フランス降伏後、イギリスに亡命し、暫くの間、チェコスロバキア亡命政府の国防相を代行した。
1944年8月後半、スロバキア民衆蜂起開始後に帰国し、蜂起軍の指揮を取った。しかし蜂起は鎮圧され、11月3日に逮捕。フロッセンブルク強制収容所に収容され、銃殺された。死後の1946年10月26日、大将に昇任した。